# Литкенс, Александр Александрович
Алекса́ндр Алекса́ндрович Ли́ткенс (родился 26 марта 1863 года, Алябьево, Чернский уезд, Тульская губерния, Российская империя — умер 5 июля 1941 года, Москва, РСФСР, СССР) — советский терапевт, личный врач К. Е. Ворошилова. Бригврач (1938).

## Дореволюционный период
Родился в 1863 в семье агронома, в с. Алябьево Чернский уезд Тульской губернии. В 1888 г. окончил Медицинский факультет Московского университета. 
С 1905 г. — младший врач Константиновского артиллерийского училища, затем — старший врач того же училища. В 1917 г. — коллежский советник.

## Л. Д. Троцкий об А. А. Литкенсе
Л. Д. Троцкий писал о нём в «Моей жизни»: «В 1905 г. первая и главная явка была в Константиновское артиллерийское училище, к старшему врачу Александру Александровичу Литкенсу, с семьей которого судьба связала меня надолго. В квартире Литкенсов на Забалканском проспекте, в здании училища, не раз доводилось мне укрываться в тревожные дни и ночи 1905 г. Иной раз в квартиру старшего врача на глазах вахтера приходили ко мне такие фигуры, каких двор военного училища и его лестницы не видали никогда. Но низший служебный персонал относился к старшему врачу с симпатией, доносов не было, и все сходило с рук благополучно. Старший сын доктора, Александр, которому было лет 18, принадлежал уже к партии, руководил несколько месяцев спустя крестьянским движением в Орловской губернии, но не вынес нервных потрясений, заболел и скончался. Младший сын,, в тот период гимназист, играл впоследствии крупную роль в гражданской войне и в просветительной работе советской власти, но в 1921 г. был убит бандитами в Крыму».

## Советский период
В Советской России А. А. Литкенс — личный врач К. Е. Ворошилова.
В 1922 г. Александр Александрович Литкенс с небольшим штатом открыл амбулаторию в небольшом помещении в доме № 5 на Красной площади, в бывших Средних торговых рядах (впоследствии — поликлиника 2 дома НКО). В 1929 г. открыл водолечебницу и физиотерапевтическое отделение. В 1930 г. открыты ещё три кабинета, ингаляторий с импортным оборудованием. В 1940 г. начал работать рентгеновский кабинет. Для его работы пришлось занять соседнее помещение комендатуры и соединить его с поликлиникой. Для аптеки было выделено обособленное помещение с отдельным выходом.
В 1940 г. А. А. Литкенс переведен на должность начальника санчасти Центрального управления НКО.
Умер 5 июля 1941 г. Похоронен в Москве на Новодевичьем кладбище, 3-й участок.

## Воинские звания и награды
В 1938 г. А. А. Литкенсу присвоено звание «бригврач».
24 февраля 1938 г. Литкенс Александр Александрович, бригврач, указом Президиума ВС СССР в связи с 20-й годовщиной РККА и ВМФ награждён орденом «Красной Звезды».